# Phymaturus ceii
Phymaturus ceii — вид ігуаноподібних ящірок родини Liolaemidae. Ендемік Аргентини. Вид названий на честь аргентинського герпетолога Хосе Мігеля Сея.

## Поширення і екологія
Phymaturus ceii відомі з типової місцевості, розташованої в провінції Ріо-Негро. Вони живуть серед скель, на висоті від 1150 м над рівнем моря. Живляться рослинністю, є живородними.